# Windows IoT
Windows IoT, ранее — Windows Embedded — семейство встраиваемых операционных систем Microsoft Windows для применения в специализированных устройствах. Существует несколько категорий продуктов для создания широкого спектра устройств, начиная от простых контроллеров реального времени и заканчивая POS-системами, такими как киоск самообслуживания или кассовый аппарат и промышленными системами. Windows Embedded доступна через специализированных дистрибьюторов Microsoft и должна поставляться конечному потребителю только вместе с устройством. Отличается более выгодной ценой по сравнению с настольными версиями, возможностями блокировки образа (Lockdown), продленным сроком доступности и продажи (до 15 лет).

## Семейство Windows Embedded

### Windows Embedded Compact
Windows Embedded Compact (также известная как Windows Embedded CE или Windows CE) — 32-битная операционная система реального времени для создания различных устройств с низкими требованиями к аппаратной платформе. Compact поставляется в компонентной форме вместе со средствами разработки Platform Builder и предоставляет ОЕМ производителям возможность адаптировать систему под функциональные требования встраиваемой системы. Windows Embedded Compact поддерживает 4 типа процессоров: x86, ARM, MIPS и SuperH.

### Windows Embedded Standard
Windows Embedded Standard (текущая и последняя в линейке версия — Windows Embedded Standard 8 на базе Windows 8) — компонентная версия Windows Professional, применяемая для разработки различных специализированных устройств, таких как POS-системы, информационные и платежные киоски, промышленные системы, системы безопасности и видеонаблюдения и прочих устройств, где критичным являются быстродействие, защищенность использования, отказоустойчивость при совместимости с приложениями и драйверами, созданными для Windows. Для сборки образа ОС требуется наличие средства разработки, которое для Windows Embedded Standard 8 является бесплатным. В дальнейшем заменена операционной системой Windows 10 IoT Enterprise, являющейся не компонентной, но обладающей преимуществами для встраиваемых систем, такими как специальные возможности настройки и низкая стоимость.

### Windows Embedded Enterprise
Windows Embedded Enterprise — семейство классических операционных систем Майкрософт, лицензируемых для устройств узкого назначения. В состав Windows Embedded Enterprise входят: Windows 8.1 Professional for Embedded Systems, Windows XP Professional for Embedded Systems, Windows Vista for Embedded Systems и Windows 7 Professional for Embedded Systems. Существует в русской версии.

### Windows Embedded Industry
Windows Embedded Industry — семейство операционных систем Microsoft для промышленного применения в следующих прикладных областях: здравоохранение, розничная торговля, электронные информационные табло, промышленная автоматизация и других. Последняя версия основана на Windows 8.1 Pro, обладает всеми возможностями по ограничению использования устройства для узкоспециализированных задач, совместима с приложениями и драйверами, написанными для Windows 8. Не требует специальных инструментов для создания образа.

### Windows Embedded POSReady
Windows Embedded POSReady — версия Windows Embedded for Point of Service, специализированной операционной системы для применения в POS-устройствах и точках обслуживания. POSReady основан на Windows XP Embedded и дополнительно включает в себя POS for .Net 1.12. Имеется русская версия.

### Windows Embedded Handheld
В июне 2010 года Microsoft анонсировала операционную систему Windows Embedded Handheld 6.5, основанную на платформе Windows Mobile 6.5 и предназначенную для встраиваемых устройств и портативной электроники корпоративного сегмента. В январе 2011 года Windows Embedded Handheld 6.5 была выпущена официально. В настоящее время не поставляется.

## Семейство Windows IoT
Windows IoT (рус. — «для Интернета вещей») — пришедшая на замену Windows Embedded версия Windows, основанная на Windows 10. Предназначена для цифровых вывесок, умных домов, шлюза интернет-вещей, HMI, устройств умных домов, мобильных POS-терминалов, промышленных карманных терминалов, POS-терминалов, киосков, банкоматов, медицинского оборудования, производственных и многих других типов устройств. Имеет 3 редакции:
- Windows 10 IoT Core — для устройств малого форм-фактора, поддержка ARM и x86, не совместима с настольными приложениями Windows. Для персональных разработок. Цикл обновления — SAC (полугодовой).
- Windows 10 IoT Core Services — вариант Windows 10 IoT Core c облачной подпиской и 10-летним циклом обновления LTSC. Предназначена для коммерческого использования. Не обновляется автоматически.
- Windows 10 IoT Enterprise — эквивалент настольной Windows 10 Enterprise для узкофункциональных устройств, со сниженной стоимостью и более длительным циклом поддержки LTSC[3]. Не обновляется автоматически.